# Una coppia perfetta (film 1979)
Una coppia perfetta è un film del 1979 diretto da Robert Altman.

## Trama
Sheila, componente della rock band "Salviamoli dalla strada", e Alex, figlio non più giovanissimo di una ricca famiglia di antiquari greci, si incontrano grazie ad un servizio di agenzia matrimoniale.
Il periodo di corteggiamento, a dir poco insolito, li condurrà in un viaggio che nessuno dei due avrebbe mai immaginato. Appurato che entrambi condividono un fortissimo legame, devono trovare il modo per accettare e superare le innumerevoli diversità.